# Cubelles (kommunhuvudort)
Cubelles är en kommunhuvudort i Spanien.   Den ligger i provinsen Província de Barcelona och regionen Katalonien, i den östra delen av landet, 500 km öster om huvudstaden Madrid. Cubelles ligger 44 meter över havet och antalet invånare är 13 711.
Terrängen runt Cubelles är platt åt nordväst, men åt nordost är den kuperad. Havet är nära Cubelles åt sydost. Närmaste större samhälle är Vilanova i la Geltrú, 4,7 km öster om Cubelles. 